# Diaminopirimidina
Diaminopirimidina são compostos orgânicos básicos com dois grupos amino sobre um anel de pirimidina. Dependendo do arranjo dos grupos amino no anel podem ocorrer quatro isômeros, de fórmula C4H6N4
| Diaminopirimidina  |                         |                                  |                               |                                                 |
| Nome               | 2,4-Diaminopirimidina   | 2,5-Diaminopirimidina            | 4,5-Diaminopirimidina         | 4,6-Diaminopirimidina                           |
| Outros nomes       | Pirimidina-2,4-diamina  | Pirimidina-2,5-diamina           | Pirimidina-4,5-diamina        | Pirimidina-4,6-diamina                          |
| Fórmula estrutural |                         |                                  |                               |                                                 |
| Número CAS         | 156-81-0                | 22715-27-1                       | 13754-19-3                    | 2434-56-2                                       |
| PubChem            | PubChem 67431           | PubChem 229075                   | PubChem 83703                 | PubChem 79608                                   |
| Fórmula química    | C4H6N4                  | C4H6N4                           | C4H6N4                        | C4H6N4                                          |
| Massa molar        | 110,12 g·mol−1          | 110,12 g·mol−1                   | 110,12 g·mol−1                | 110,12 g·mol−1                                  |
| Estado físico      | sólido                  | sólido                           | sólido                        | sólido                                          |
| Apresentação       | sólido laranja castanho | sólido laranja castanho          | sólido laranja castanho       | sólido laranja castanho                         |
| Ponto de fusão     | 143–148 °C              |                                  | 204–206 °C                    |                                                 |
| Solubilidade       | solúvel em água         | solúvel em água                  | solúvel em água               | solúvel em água                                 |
| Identificação GHS  | Atenção                 | nenhuma classificação disponível | nenhum pictograma GHS Atenção | Atenção                                         |
| Frases H e P       | 315 319 335             | ver acima                        | sem frases H                  | 315 319                                         |
| Frases H e P       | sem frases EUH          | ver acima                        | sem frases EUH                | sem frases EUH                                  |
| Frases H e P       | 261 305+351+338         | ver acima                        | sem frases P                  | 264 280 305+351+338 337+313 302+352 332+313 362 |

## Usos
Derivados de diaminopirimidinas são utilizados como agentes farmacológicos. Eles muitas vezes atuam como antagonista do ácido fólico e inibem diidrofolato-redutase bacteriana. Uma vez que o ácido fólico é um importante regulador de crescimento para muitas bactérias e a diaminopirimidina bloqueia a síntese de ácido fólico dentro de uma bactéria, estas substâncias agem como um antibiótico.
Representantes deste grupo de substâncias químicas incluem:
- Aminopterina
- Iclaprima
- Kopexil (usado como "Aminexil" para tratamento de queda de cabelo usado)
- Metotrexato
- Pirimetamina
- Minoxidil (usado para tratar a queda de cabelo)
- Trimetoprim (principal representante do grupo)
- 2,5-Diaminopirimidinanucleosídeotrifosfato (é utilizado na biossíntese de GTP pela  biopterina)